# اسکات باودن
اسکات باودن (انگلیسی: Scott Bowden؛ زادهٔ ۴ آوریل ۱۹۹۵) دوچرخه‌سوار اهل استرالیا است.  وی در بازی‌های المپیک تابستانی ۲۰۱۶ شرکت کرده است.